# وسترن علمی تخیلی

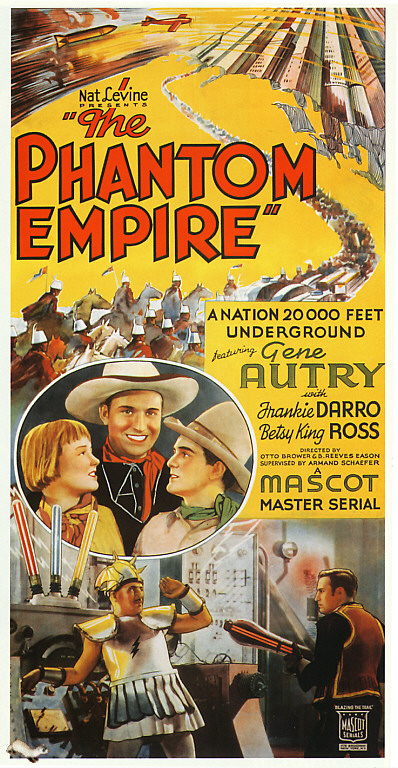
یک فیلم با موضوع وسترن علمی تخیلی

وسترن علمی تخیلی (انگلیسی: Science fiction Western) یک زیرژانر یا ژانر ترکیبی است که از موضوعات و زمینه‌های وسترن استفاده می‌کند، و عناصر علمی تخیلی مانند فناوری آینده‌نگر یا موجودات بیگانه را در خود جای داده‌است. وسترن پساآخرالزمانی و وسترن استیم‌پانک در این زیرژانر قرار می‌گیرند.
از آن‌جایی که عناصر مشخصه علمی تخیلی می‌توانند در هر محیطی رخ دهند، داستان علمی تخیلی قابلیت ترکیب با ژانرهای دیگر را دارد. در سال ۱۹۵۳، جی بی پریستلی «وسترن» را یکی از سه نوع داستان علمی تخیلی توصیف کرد.
پیشروهای وسترن علمی تخیلی در داستان‌های مخترع قرن نوزدهم مانند مرد بخار چمنزار (۱۸۶۸) دیده می‌شود.
سریال امپراتوری روح به‌عنوان اولین وسترن علمی تخیلی معرفی شده‌است. داستان آن در یک مزرعه و با استفاده از تجهیزات مرتبط با وسترن‌های معمولی، فناوری آینده‌نگرانه ای‌را به نمایش گذاشت که در آن دوره وجود نداشت. از آن پس وسترن‌های علمی تخیلی در فیلم، تلویزیون، رمان، کتاب‌های مصور و دیگر رسانه‌ها دیده شدند.